# Niederberndorf

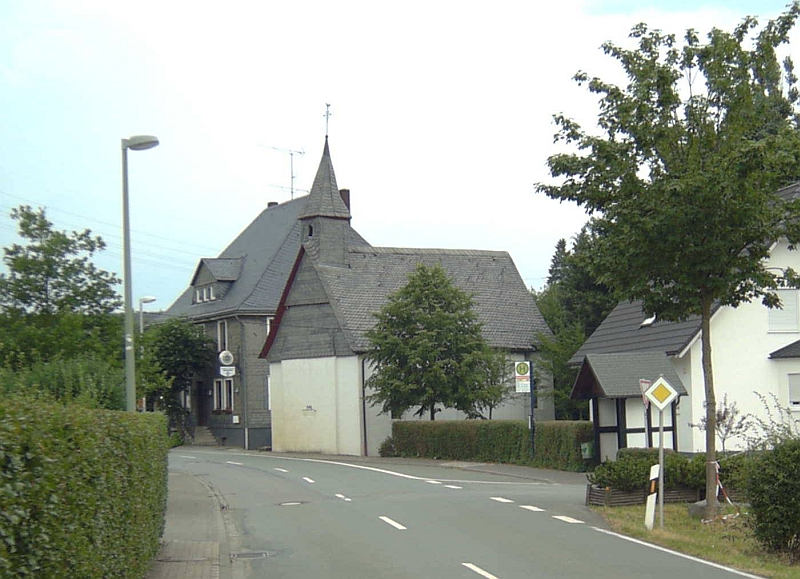
St. Blasius-Kapelle in Niederberndorf

Niederberndorf ist ein Ortsteil der Stadt Schmallenberg in Nordrhein-Westfalen.

## Geografie

### Lage
Das Dorf liegt rund 6 km westlich von Bad Fredeburg am Fuße des 527 m hohen Berges Kohlhagen in einer Höhe von 350 m über NN. Durch den Ort fließt die Wenne. In der Ortsmitte von Niederberndorf mündet die Arpe in die Wenne. Das Landschaftsschutzgebiet Offenlandbereiche um Niederberndorf umgibt große Teile des Dorfes.

### Nachbarorte
Angrenzende Orte sind Arpe, Landenbeckerbruch, Menkhausen, Mailar, Heiminghausen, Berghausen und Oberberndorf.

## Geschichte
1645 wurde Nederen Berentrup auf der Karte Westphalia Ducatus kartografisch erfasst. Bis zur kommunalen Neugliederung in Nordrhein-Westfalen gehörte Niederberndorf zur Gemeinde Berghausen. Seit dem 1. Januar 1975 ist Niederberndorf ein Ortsteil der Stadt Schmallenberg.

## Religion
Im Niederberndorf stehen zwei Kapellen. Die St. Blasius-Kapelle, ein denkmalgeschütztes Kirchengebäude in der Dorfmitte, wurde bereits 1402 erstmals erwähnt. Im Berg Kohlhagen steht die Maria-Kapelle. Zu der Maria-Kapelle führen die drei Kreuzwege aus den Orten Niederberndorf, Mailar und Berghausen.